# Lori límcový
Lori límcový (Vini solitaria) je monotypický druh ptáka z čeledi Psittaculidae, z podčeledi loriů. Je endemický pro ostrovy Fidži. Tento druh se stal oblíbený jako klecový pták až v posledních deseti letech a obecně se jedná o druh náročnější na chov, především na hygienu a výživu.

## Popis

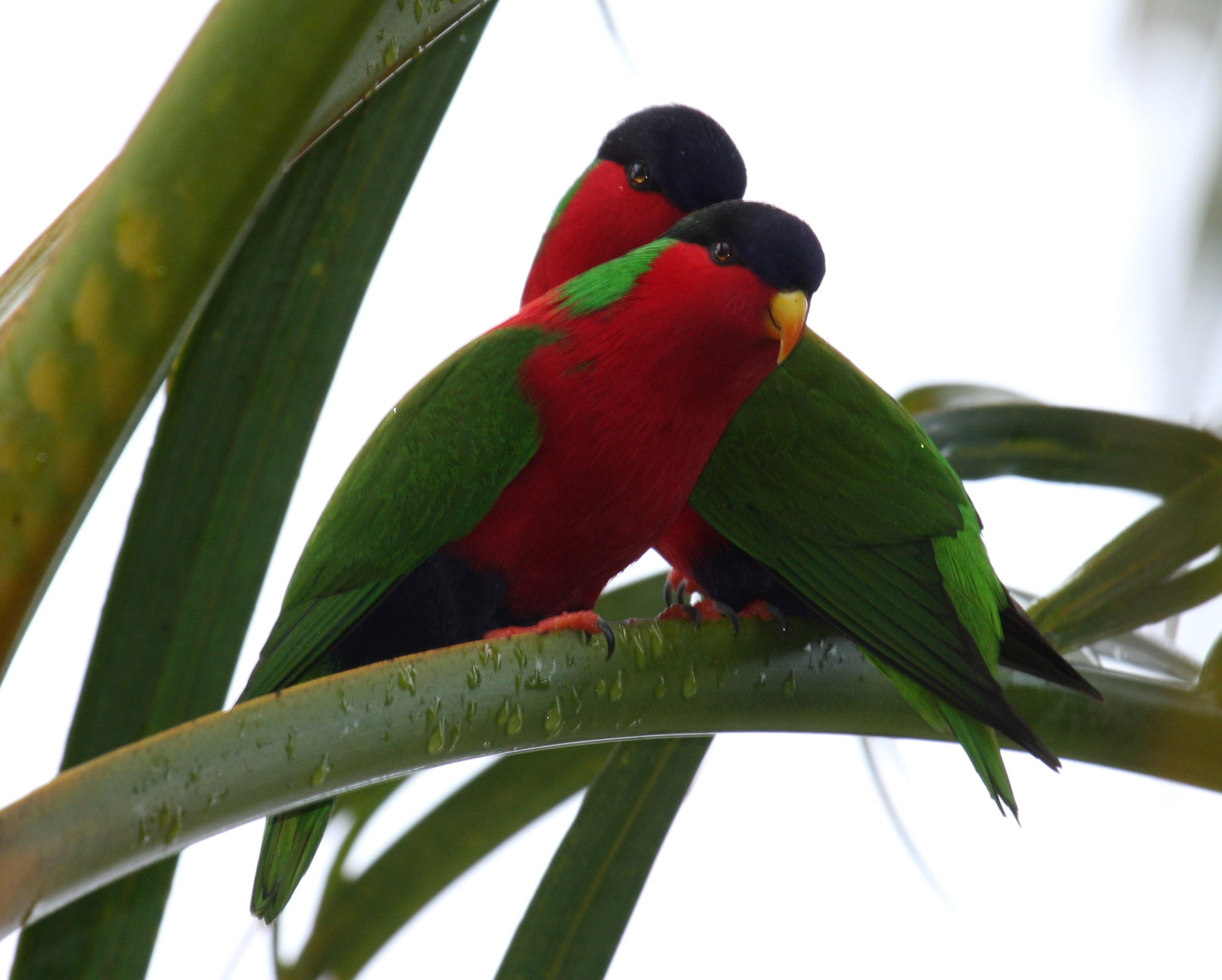
Pár divoce žijících ptáků

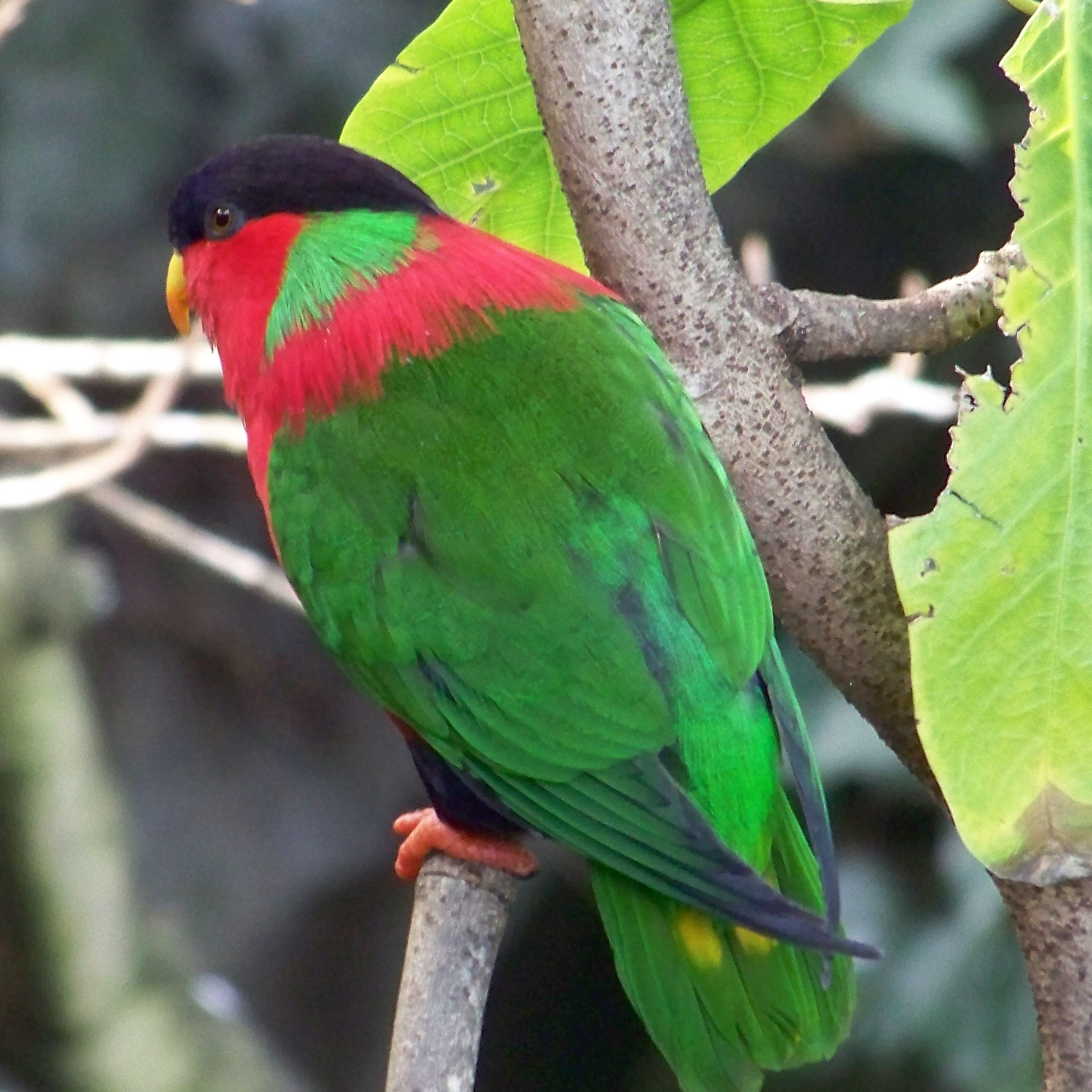
Dospělý jedinec v Zoo v San Diegu

Loriové límcoví jsou endemičtí pro Fidži, konkrétně obývají většinu velkých ostrovů v severní části souostroví Lau. Nejlepší podmínky pro jejich pozorování jsou na ostrově Viti Levu. Obecně si pro žití vybírá tento druh hlavně deštné lesy, avšak dobře se přizpůsobil životu s lidmi a proto jej uvidíme i na kokosových plantážích, zahradách nebo parcích. Malá populace loriů límcových se nachází i ve městě Suva. Fidži obecně je velmi vlhká oblast, ve které zimní teploty neklesnou pod 17 °C a i tomu je nutné přizpůsobit chov loriů.
Dospělý lori límcový má na délku okolo 20 cm a vykazuje pohlavní dimorfismus. Samečci mají světle rudé tváře, krk, hruď a horní část břicha. Korunka (vršek hlavy) je fialový. Zátylek je zářivě zelený, křídla, záda a ocas mají podobný odstín. Podbříšek je fialový. Zobák žlutý, velmi malý, nohy růžovo oranžové. Naopak samičky mají bledší korunku s nazelenalým odstínem. Mláďata jsou méně výrazná s hnědým zobákem a hnědými duhovkami.

## Ekologie
Lori límcový se běžně vyskytuje v párech, mimo sezónu hnízdění i v malých skupinkách čítajících okolo šesti kusů. Existují ale i záznamy o padesáti loriích límcových na jednom stromě, jedná se však o výjimky. Samotné období hnízdění probíhá od července do prosince a loriové většinou vyhledávají zetlelé kmeny palem. V době hnízdění jsou loriové límcoví vůči ostatním ptákům agresivní, především v okolí hnízda. Tento druh se živí nektarem květin, pylem, plody a drobným hmyzem. Podle literatury dávají loriové přednost nektaru z kokosových palem a stromů zarděnice pestré a spatodei zvonkovité.

## Chov v zajetí
Obecně panuje tvrzení, že chov loriů límcových v zajetí je náročnější a to především na složení stravy a hygienu. Tento druh se hodí pro voliérový chov. Samotné voliéry které se dají dobře udržovat (musí tedy být z dobře omyvatelného materiálu) a navíc musí být prostorné, jelikož loriové límcoví jsou velmi pohybliví a akční. Větší část jejich stravy by měl tvořit sladký nektar. Na druhou stranu nesmí to být příliš hustá kaše, kvůli které se v zobáku loriů tvoří kvasinky. Cenově se jedná o dostupné ptáky; běžná cena za jedno mládě je 1 300 eur. Co se odchovu týče, pak obecně platí, že jsou loriové límcoví dobří rodiče-
První jedinec se do Evropy, konkrétně do Velké Británie, dostal v roce 1870 a přivezl jej sem kapitán Hudson. V roce 1911 pak byli do londýnské Zoo importování další dva jedinci. Ve větším měřítku tyto ptáky začal chovat až švýcarský chovatel Bukard v 60. letech 20. století. V Česku se první lori límcový objevil až v roce 2002, jedním z prvních tuzemských chovatelů byl například Pavel Pecka.

## Taxonomie a status
Lori límcový byl poprvé popsán německým přírodovědcem Georgem Adolfem Suckowem v roce 1800. V roce 1870 se tento druh dostal do monotypického rodu Phigys díky anglickému přírodovědci Georgi Robertu Grayovi. V roce 2020 byl však přeřazen do rodu Vini na základě molekulárních dat. Na Fidži tohoto ptáka přezdívají „Kula“.
Lori límcový je druh ptáka se stabilními populacemi, který se snadno přizpůsobí novým podmínkám a i proto mu dle IUCN přísluší status málo dotčený (LC).